# 多米尼克站
多米尼克站（英語：Dominick）是一個位於愛爾蘭都柏林市中心的都柏林轻轨站，在2017年通車，為綠線延伸工程至布魯姆橋的其中一個車站。車站位於多米尼克街，採用島式月台設計，附近是羅頓達醫院，都柏林作科技學院和亨丽埃塔街14號。車站採用島式月台設計，是都柏林轻轨。